# Marija Iwanowna Fadejewa
Marija Iwanowna Fadejewa, verheiratete Alexaschina (russisch Мария Ивановна Фадеева (-Алексашина); * 4. März 1958 in Pskow, Russische SFSR, Sowjetunion) ist eine ehemalige sowjetische Ruderin, die 1980 eine olympische Bronzemedaille im Vierer mit Steuerfrau gewann.

## Sportliche Karriere
Fadejewa wurde bei den Ruder-Weltmeisterschaften 1979 in Bled (Jugoslawien, heute Slowenien) zusammen mit Walentina Semenowa, Swetlana Semjonowa und Galina Stepanowa Weltmeisterin im Vierer mit Steuerfrau.
Bei den XXII. Olympischen Sommerspielen 1980 in Moskau gewann Fadejewa eine Bronzemedaille im Vierer mit Steuerfrau zusammen mit Galina Sowetnikowa, Marina Studnewa, Swetlana Semjonowa und Nina Tscheremissina.

## Leben nach dem Sport
Nach dem Rückzug aus dem Sport arbeitete Fadejewa zunächst als Trainerin. Nach dem Psychologie-Studium arbeitet sie seit 1993 als Psychologin in einer Justizvollzugsanstalt in Pskow.